# Lissocampus runa
Lissocampus runa är en fiskart som först beskrevs av Gilbert Percy Whitley 1931.  Lissocampus runa ingår i släktet Lissocampus och familjen kantnålsfiskar. Inga underarter finns listade i Catalogue of Life.